# Ferdynand Magellan
Ferdynand Magellan, port. Fernão de Magalhães, hiszp. Fernando de Magallanes (ur. wiosną 1480, zm. 27 kwietnia 1521) – żeglarz portugalski w służbie hiszpańskiej, odkrywca i morski podróżnik.
Jest to jedna z najwybitniejszych postaci w dziejach żeglugi i odkryć geograficznych. 20 września 1519 roku wyruszył z Hiszpanii drogą zachodnią, czyli przez Ocean Atlantycki, do Wysp Korzennych w Archipelagu Malajskim. Wyprawa, która wypłynęła pod jego dowództwem, jako pierwsza opłynęła Ziemię. Zginął 27 kwietnia 1521 w walce z mieszkańcami wyspy Mactan w Archipelagu Filipińskim.

## Życiorys
Ferdynand Magellan urodził się w Ponte da Barca, na terenie współczesnego dystryktu Viana do Castelo, w położonym na północnym zachodzie Portugalii regionie Minho. Jego rodzicami byli Pedro Rui de Magalhães. Magellan miał dwoje rodzeństwa: brata Diega de Sousę i siostrę Isabel.
Rodzice Magellana zmarli, gdy miał 10 lat. W wieku 12 lat Magellan został paziem króla Jana II i królowej Eleonory na dworze królewskim w Lizbonie, dokąd jego brat przyjechał dwa lata wcześniej. Tutaj, razem z kuzynem Francisco Serrano, Magellan kontynuował edukację, interesując się szczególnie geografią i historią. Niektórzy spekulują, że jego nauczycielem mógł być Martin Behaim. W 1495 zmarł jego protektor, król Jan II, a jego następcą został Manuel I, przeciwnik swego poprzednika i jego ludzi.
W wieku 25 lat Ferdynand wypłynął po raz pierwszy na morze. W 1505 roku popłynął do Indii, aby wprowadzić tam Francisca de Almeidę na urząd portugalskiego wicekróla i założyć po drodze bazy wojskowe i morskie. To właśnie tam uzyskał chrzest bojowy: gdy miejscowy król odmówił płacenia daniny, oddziały Almeidy zdobyły muzułmańskie miasto Kilwa w dzisiejszej Tanzanii.
W 1513 roku Magellan został wysłany do Maroka, gdzie 28 sierpnia wziął udział w bitwie pod Azamorem i został poważnie ranny w kolano w trakcie oblężenia mauretańsko-marokańskiej twierdzy. Mimo awansu na kwatermistrza Magellanowi nie wiodło się dobrze: został oskarżony o nielegalny handel z muzułmańskimi Mauretanami. Wdał się też w konflikt z Almeidą: gdy opuścił bez zezwolenia armię, Almeida posłał negatywny raport o żeglarzu na portugalski dwór. Kilka oskarżeń wycofano, ale Magellan popadł w niełaskę króla Manuela I, który wprawdzie podniósł go do godności fidalgo escudeiro, ale odmówił podwyższenia dochodów.
Król oznajmił także Magellanowi, że po 15 maja 1514 roku nie będzie już dalej zatrudniony w królewskiej służbie. W roku 1517 Magellan – za zezwoleniem króla – formalnie wyrzekł się obywatelstwa i wyjechał, aby zaoferować swoje usługi dworowi Hiszpanii, zmieniając jednocześnie swoje nazwisko Fernão de Magalhães na Fernando de Magallanes.

## Plany opłynięcia świata

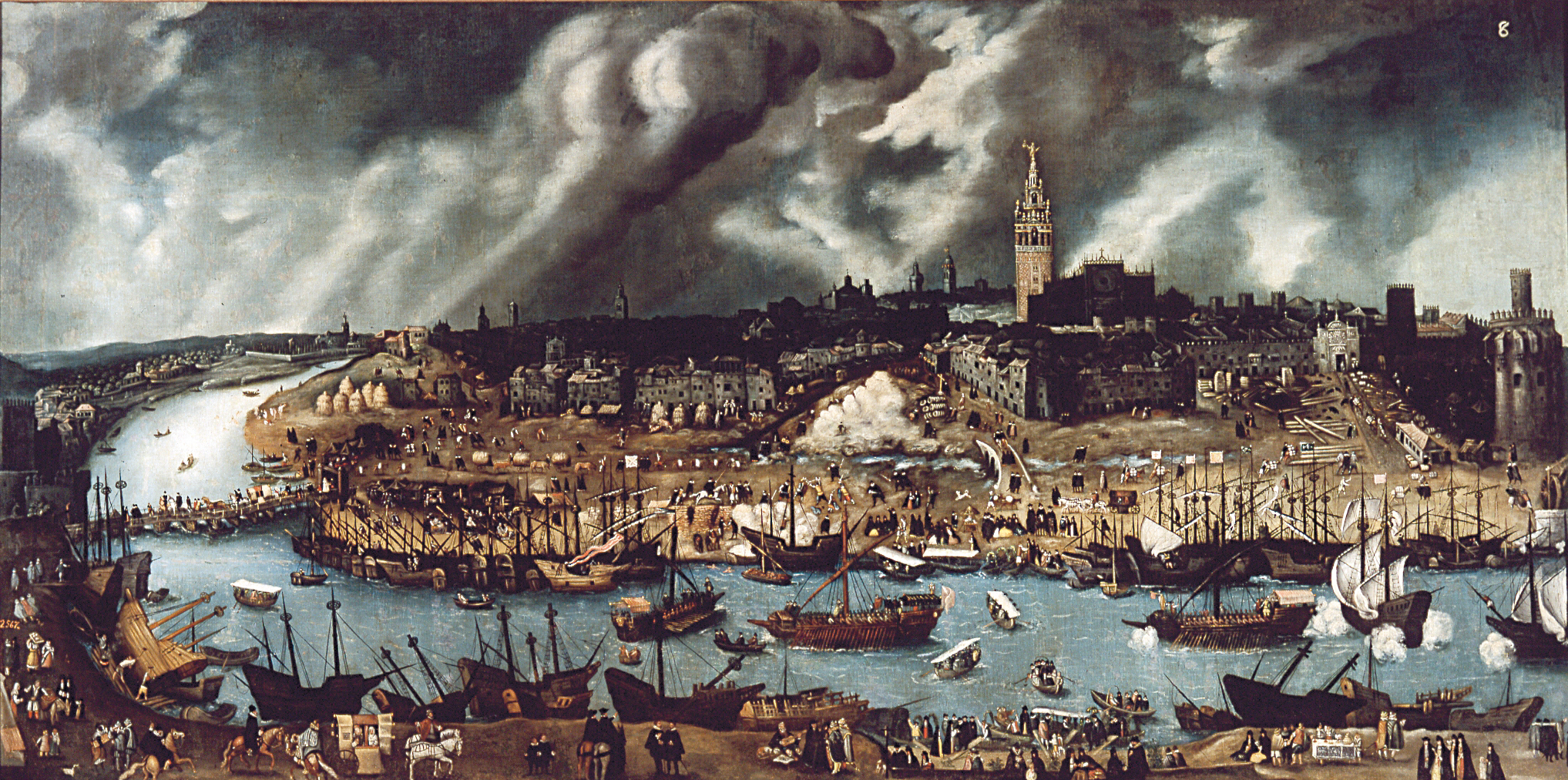
Stocznie nad Gwadalkiwirem w Sewilli

Magellan dotarł do Sewilli 20 października 1517 roku, a stamtąd udał się do Valladolid, aby spotkać się z nastoletnim królem, Karolem I (późniejszym władcą Świętego Cesarstwa Rzymskiego, Karolem V).
Korzystając z pomocy Juana de Aranda, jednego z trzech głównych oficjeli Domu Indyjskiego w Sewilli, i innych przyjaciół, zwłaszcza Portugalczyka Dioga Barbosy, Magellan naturalizował się jako Hiszpan. Zyskując w Sewilli znaczne wpływy, zdobył posłuchanie u króla Karola i potężnego Juana Rodrigeza de Fonseca, biskupa Burgos (niegdyś przeciwnika Krzysztofa Kolumba).
Nieco wcześniej Magellan odkrył mapę, naszkicowaną na podstawie wcześniejszych podróży, która wskazywała Rio de la Plata, dużą deltę w kształcie zatoki w Ameryce Południowej, domniemanego przejścia przez kontynent na Morza Południowe. Zdecydował się na pionierskie przejście tą drogą, aby dotrzeć do Wysp Korzennych, klucza do strategicznie ważnego i niezwykle lukratywnego handlu przyprawami. Podobno, aby zrealizować ten projekt, miał się zobowiązać do płynięcia na południe aż do 75 równoleżnika.
W planie tym pomógł mu Ruy Faleiro, astronom i uchodźca portugalski, który pozyskał nieocenione wsparcie finansowe ze strony Christophera de Haro, członka wielkiej firmy z Antwerpii, żywiącego urazę do króla Portugalii. 22 marca 1518 roku Casa de Contratación de las Indias (Urząd do spraw Indii) oraz król Karol zaaprobowali plan Magellana i przyznali mu hojne fundusze. W ramach umowy Magellan i Faleiro, jako dowódcy wyprawy, mieliby otrzymać 1/20 wszystkich zysków i oni, oraz ich potomkowie, mieliby rządzić wszelkimi odkrytymi ziemiami, nosząc tytuły Adelantados (gubernatorów prowincji granicznych).
Za pieniądze otrzymane od króla, Magellan i Faleiro zakupili 5 statków:
- „Trinidad” (wyporność 110 ton, załoga 55 osób), statek flagowy Magellana.
- „San Antonio” (wyporność 120 ton, załoga 60), Juan de Cartagena.
- „Concepcion” (wyporność 90 ton, załoga 45), Gaspar de Quesada.
- „Victoria” (wyporność 85 ton, załoga 42), Luis de Mendoza.
- „Santiago” (wyporność 75 ton, załoga 32), Juan Serrano.

## Wyprawa

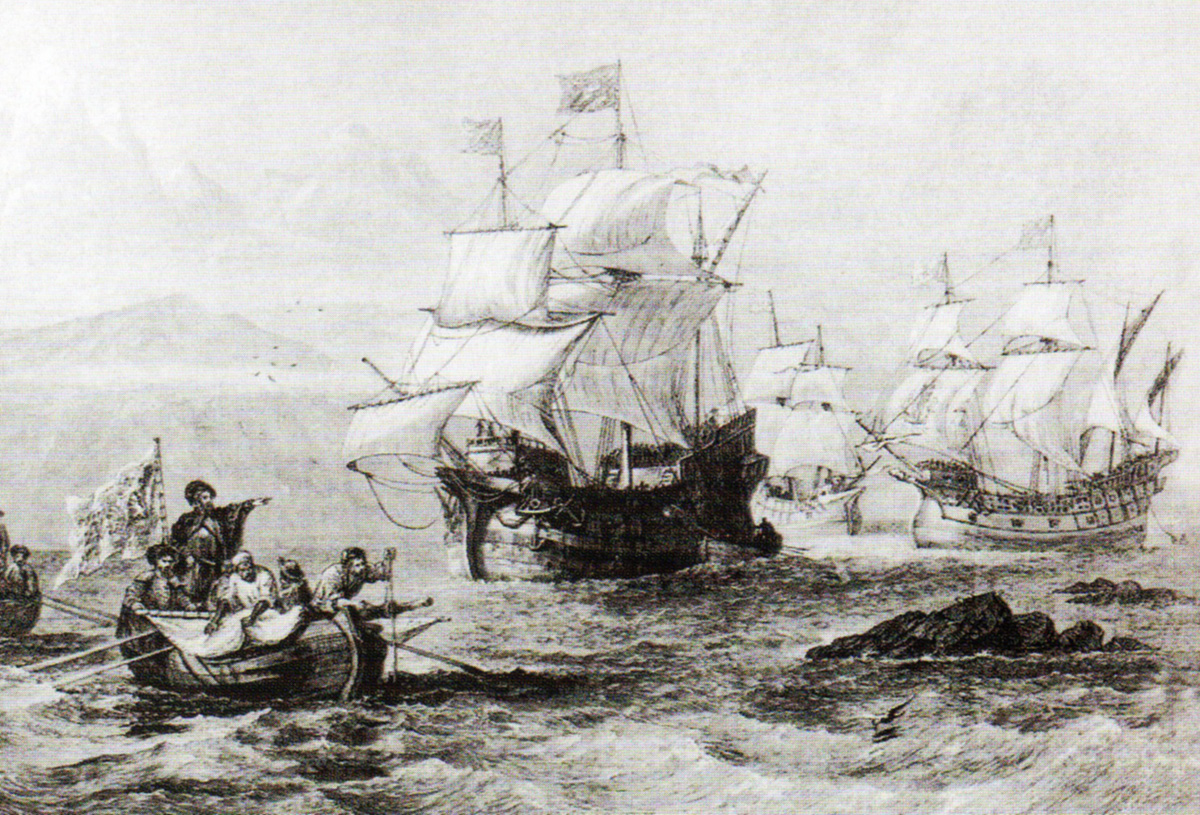
Magellan w cieśninie swego imienia

10 sierpnia 1519 roku flota pięciu statków pod dowództwem Magellana opuściła Sewillę i popłynęła rzeką Gwadalkiwir do Sanlúcar de Barrameda, gdzie pozostawała przez pięć tygodni. Władze hiszpańskie zachowywały ciągle rezerwę wobec portugalskiego admirała i niewiele brakowało, aby wstrzymały podróż, ale 20 września 1519 roku Magellan wyruszył ostatecznie z 270 członkami załogi.
Usłyszawszy o jego wypłynięciu, portugalski król Manuel I rozkazał jednostkom floty ścigać go, ale Magellan wymknął się Portugalczykom. Po krótkim postoju na Wyspach Kanaryjskich przybył na Wyspy Zielonego Przylądka, skąd wziął kurs na Przylądek Świętego Augustyna w Ameryce Południowej. 20 listopada przekroczył równik, a 6 grudnia załoga zobaczyła brzegi Brazylii.
Brazylia była w owym czasie terytorium portugalskim, Magellan podjął jednak ryzyko i 13 grudnia stanął na kotwicy w pobliżu dzisiejszego Rio de Janeiro, gdzie panowała dobra pogoda, a tubylcy byli przyjaźnie nastawieni. Flota uzupełniła zapasy, ale nieprzychylne warunki spowodowały, że wypłynięto z opóźnieniem. Następnie pożeglowano wzdłuż wybrzeża Ameryki Południowej, zatrzymując się 10 stycznia 1520 roku nad Río de la Plata. Wyprawa spędziła parę miesięcy szukając przejścia na morza po drugiej stronie lądu amerykańskiego. Płynęli wzdłuż Patagonii, na której wybrzeżu Magellan zdecydował się przeczekać zimę. 31 marca załoga założyła osadę, którą nazwano Puerto San Julian (port Św. Juliana). Wybuchł wtedy bunt, w którym wzięło udział trzech spośród pięciu kapitanów statków, jednak nieudany, gdyż załogi pozostały w dużej części lojalne. Quesada i Mendoza zostali straceni, a Cartagena i kapelan wyprawy zostali wysadzeni na brzeg.

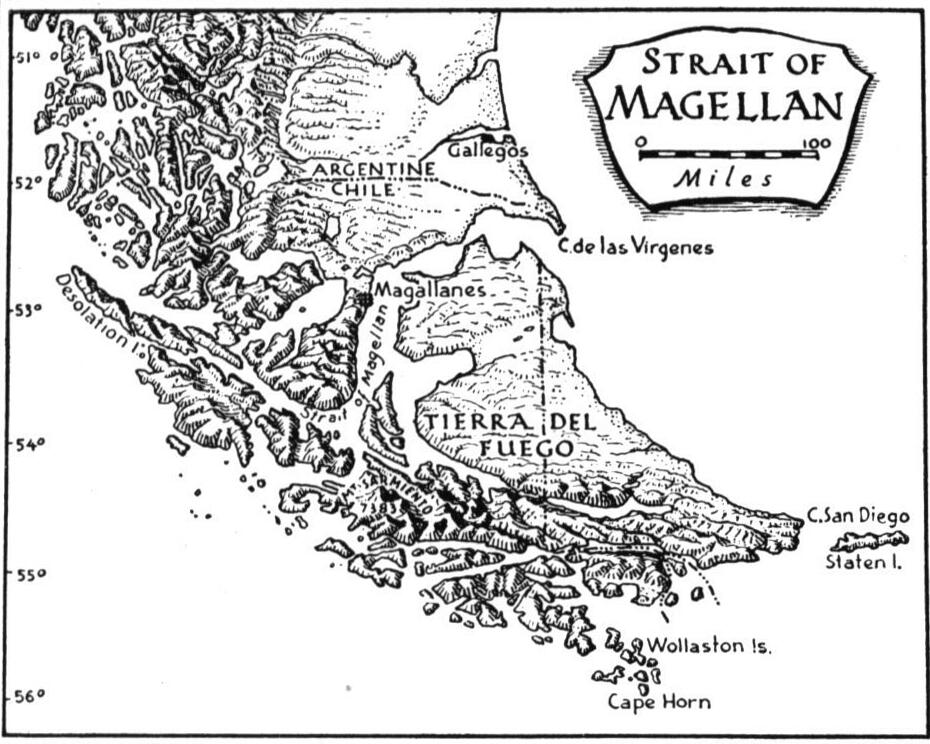
Cieśnina Magellana na starej mapie

24 sierpnia podróż została podjęta i „Santiago” został wysłany drogami wodnymi w głąb lądu w misji zwiadowczej, ale rozbił się w drodze powrotnej. Tylko dwóch marynarzy wróciło drogą lądową, aby powiadomić Magellana, co się stało. Na 52° szerokości południowej, 21 października 1520 roku flota osiągnęła Cape de las Virgenes i stwierdziła, że przejście zostało znalezione, ponieważ woda była słona i głęboka. Cztery statki rozpoczęły powolną żeglugę przez liczące 372 mile przejście, które Magellan nazwał Estreito de Todos los Santos (Cieśnina Wszystkich Świętych), ponieważ flota wpłynęła na nie w dniu Wszystkich Świętych, 1 listopada. Obecnie nosi ona nazwę Cieśniny Magellana.
Magellan zlecił najpierw statkom „San Antonio” i „Concepcion” zbadanie cieśniny, ale ten pierwszy, dowodzony przez Gomeza, zdezerterował i zawrócił do Hiszpanii, gdzie dotarł w dziewięć dni po śmierci Magellana. 28 listopada pozostałe trzy statki wypłynęły na południowy Pacyfik. Magellan nazwał te wody Mar Pacifico (Morze Spokojne) z racji jego spokojnych przez cały pierwszy etap podróży wód.

### Śmierć Magellana

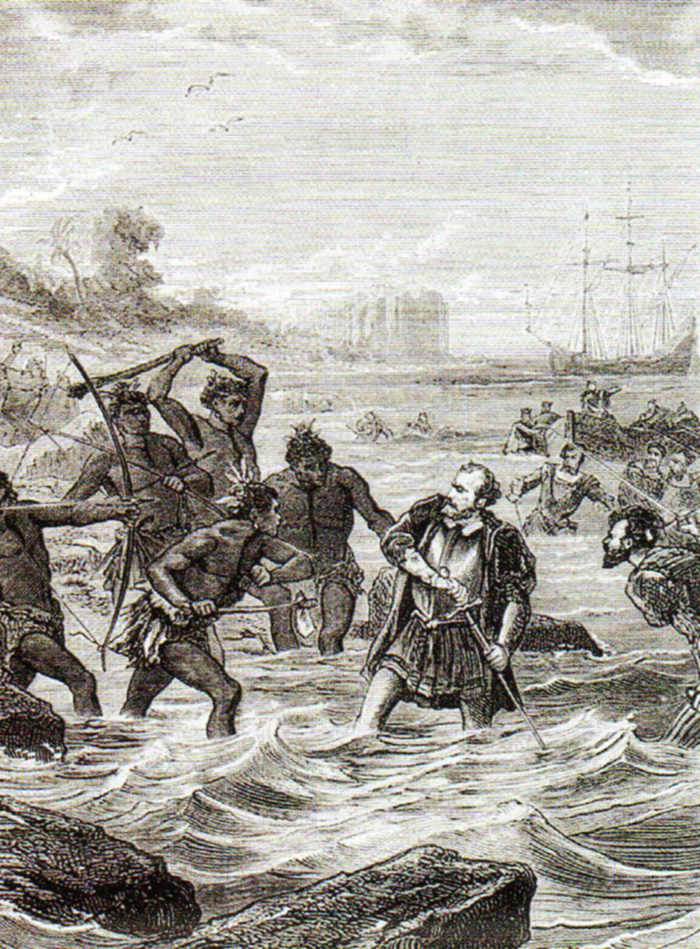
Śmierć Magellana na wyspie Mactan

Kierując się na północ, 13 lutego 1521 roku załogi przekroczyły równik. 6 marca odkryły wyspy Guam i Rota w archipelagu Marianów, a 16 marca dotarły do wyspy Homonhon w Archipelagu Filipińskim. Do tej chwili pozostało tylko 100 członków wyprawy. Magellan był w stanie porozumiewać się z tamtejszymi mieszkańcami, gdyż jego malajski tłumacz rozumiał ich język. 7 kwietnia żeglarze dotarli do wyspy Cebu. Magellan zorganizował tam postój, polecając jednocześnie nawracanie miejscowej ludności na chrześcijaństwo. W zaledwie kilka dni od 14 kwietnia 1521 roku prawie wszyscy przywódcy wysp otaczających Cebu przyjęli chrzest i zgodzili się podpisać traktat z Hiszpanami. Traktat ten miał zapewnić Hiszpanii wyłączność na handel z wyspami będącymi pod panowaniem przywódcy Cebu w zamian za protekcję.
Po niespełna tygodniu Magellan otrzymał wiadomość, że Lapu-Lapu – przywódca Mactanu, zbuntował się i odmawia dostarczania towarów przeznaczonych dla Hiszpanów. Magellan zapowiedział użycie siły. Władca Cebu zaoferował mu pomoc w postaci około tysiąca wojowników, jednakże Magellan odmówił, chcąc w sile własnych ludzi zademonstrować swoją potęgę. 21 kwietnia statki hiszpańskie udały się w kierunku cieśniny pomiędzy Cebu a Mactanem.
Potyczka z ludźmi Lapu-Lapu rozegrała się 27 kwietnia 1521 r., w jej trakcie Magellan wraz z częścią swych towarzyszy ponieśli śmierć. Antonio Pigafetta, bogaty i żądny wrażeń obieżyświat, który zapłacił za możność uczestnictwa w wyprawie Magellana, jedyna osoba, która pozostała przy życiu i mogła opowiedzieć o jego śmierci, napisał:
Gdy przyszedł ranek, 49 z nas zeszło z pokładu do wody i pomaszerowało przez nią na odległość dwóch strzałów z kuszy, zanim osiągnęliśmy brzeg. Łodzie nie mogły dobić do brzegu z powodu licznych skał w przybrzeżnej wodzie. Pozostałych 11 ludzi zostało do pilnowania łodzi. Gdy dotarliśmy do brzegu, miejscowi uformowali się w trzy oddziały w liczbie ponad 1500 ludzi. Gdy nas zobaczyli, zaatakowali, wydając głośne okrzyki. Muszkieterzy i kusznicy przez pół godziny strzelali do nich na dystans, ale bezskutecznie... Rozpoznawszy kapitana, tak wielu rzuciło się na niego, że strącili mu hełm... Tubylec cisnął bambusową włócznię w twarz kapitana, ale ten zabił go natychmiast swoją piką, która utknęła jednak w ciele. Próbując wyciągnąć miecz, zdołał to uczynić jedynie do połowy, gdyż został ranny w rękę bambusową włócznią. Gdy tubylcy to zobaczyli, rzucili się wszyscy na niego. Jeden ranił go w lewą nogę długim nożem przypominającym szablę, ale jeszcze większym. Spowodowało to, że kapitan upadł na twarz, a ci rzucili się na niego z żelaznymi i bambusowymi włóczniami i nożami, aż zabili nasze światło, nasze pocieszenie i naszego prawdziwego przewodnika. Gdy go uderzali, odwracał się jeszcze, aby ujrzeć, czy wszyscy dostaliśmy się do łodzi. Zobaczywszy jego śmierć, ranni wycofaliśmy się jak najszybciej do łodzi, które już odbijały.

### Opłynięcie świata

Trasa podróży dookoła świata

Magellan zawarł w swojej ostatniej woli, że jego malajski tłumacz zostanie po jego śmierci wolnym człowiekiem. Tłumacz, który został ochrzczony jako Enrique (Henryk) w Malakce, w 1511 roku, a został porwany przez sumatrzańskich handlarzy niewolników ze swojej rodzinnej wyspy, stał się pierwszym człowiekiem, który opłynął glob. Enrique został związany umową przez Magellana w czasie jego wcześniejszych podróży do Malakki i był u jego boku w czasie walk w Afryce, w czasie konfliktu Magellana z dworem portugalskim i wtedy, gdy organizowano flotę. Jednak po wydarzeniach na Mactan i śmierci Magellana pozostali kapitanowie statków odmówili uwolnienia Enrique. Ten zerwał umowę i zdołał zbiec. Jednak Antonio Pigafetta robił cały czas notatki językowe i najwyraźniej był w stanie prowadzić komunikację z miejscowymi w trakcie dalszej podróży.
Trzy pozostałe statki popłynęły na zachód do Palawan, który opuściły 12 czerwca 1521 roku, kierowane do Brunei na Borneo przez pilotów Moro, potrafiących nawigować na płytkich wodach. Zakotwiczyły na 35 dni w pobliżu Brunei, gdzie Pigafetta opisuje przepych dworu radży Siripada (złoto, perły wielkości kurzych jaj itd.). Co więcej, Brunei mogło się pochwalić poskramianiem słoni i uzbrojeniem w 62 działa, 5-krotnie więcej niż miały statki Magellana. W Brunei lekceważono korzenie, które miały się okazać droższe od złota po powrocie do Hiszpanii. Pigafetta wspomina niektóre wyroby na dworze, jak porcelana, która nie była szeroko dostępna w Europie, i okulary – monokle dopiero wchodziły w Europie do użytku.
Po dotarciu do Moluków (Wysp Korzennych), 8 listopada 1521 roku, udało im się zawrzeć układ z sułtanem Tidore, który był rywalem sułtana Ternate i sojusznikiem Portugalii, który teraz postanowił poddać się pod panowanie Hiszpanów. Statek „Concepcion”, niemal doszczętnie stoczony przez świdraki, został spalony, a przyprawy przeniesione na „Victorię” i „Trinidad”. Ten drugi został jednak przechwycony przez Portugalczyków w czasie próby powrotu drogą przez Pacyfik. „Victoria” wyruszyła więc do domu 21 grudnia 1521 roku samotnie i 22 maja 1522, dowodzona przez Juana Sebastiána Elcano okrążyła Przylądek Dobrej Nadziei, mając jedynie ryż jako racje żywnościowe. 20 członków załogi zmarło z chorób i głodu, zanim Elcano dotarł do Wysp Zielonego Przylądka, posiadłości portugalskiej, gdzie wysłał na ląd 13 dalszych członków załogi celem zakupu pewnej ilości ryżu. Ci jednak zostali przez Portugalczyków potraktowani jak szpiedzy i zatrzymani.

### Powrót
6 września 1522 Juan Sebastián Elcano i pozostali członkowie wyprawy Magellana powrócili do Hiszpanii na ostatnim statku wyprawy, po niemal trzech latach od wyruszenia.
Elcano otrzymał od króla Karola V szlachectwo i wysoką pensję 500 dukatów rocznie. Karol zażądał od swojego szwagra Joao III zwolnienia z portugalskiego aresztu na Wyspach Zielonego Przylądka 13 pozostałych członków załogi, co szybko wykonano. Zastępca Elcano nazwiskiem Miguel de Rodas otrzymał od króla pensję 50 tysięcy maravedi rocznie (ponad dwukrotne zarobki oficera), aczkolwiek 3 lata później skarżył się, że nie otrzymał do ręki nic.
Tych 18 ludzi powróciło do Sewilli na statku „Victoria” w 1522 roku:
| Nazwisko                    | Stopień           |
| Juan Sebastián Elcaño       | kapitan           |
| Francisco Albo              | nawigator         |
| Miguel de Rodas             | pierwszy oficer   |
| Juan de Acurio              | bosman            |
| Martin de Judicibus         | marynarz          |
| Hernando Bustamente         | cyrulik           |
| Hans z Akwizgranu           | puszkarz          |
| Diego Carmona               | marynarz          |
| Nicholas Grek z Neapolu     | marynarz          |
| Miguel Sámchez z Rodos      | marynarz          |
| Francisco Rodrigues         | marynarz          |
| Juan Rodrigues de Huelva    | marynarz          |
| Antonio Hernández Colmenero | marynarz          |
| Juan de Arratia             | marynarz          |
| Vasco Gomez Gallego         | marynarz          |
| Juan de Santandres          | marynarz          |
| Juan de Zubelita            | chłopiec okrętowy |
| Antonio Pigafetta           | pasażer           |

Tylko 4 z 55 pierwotnych członków załogi statku „Trinidad” powróciło w 1527 roku do Hiszpanii.

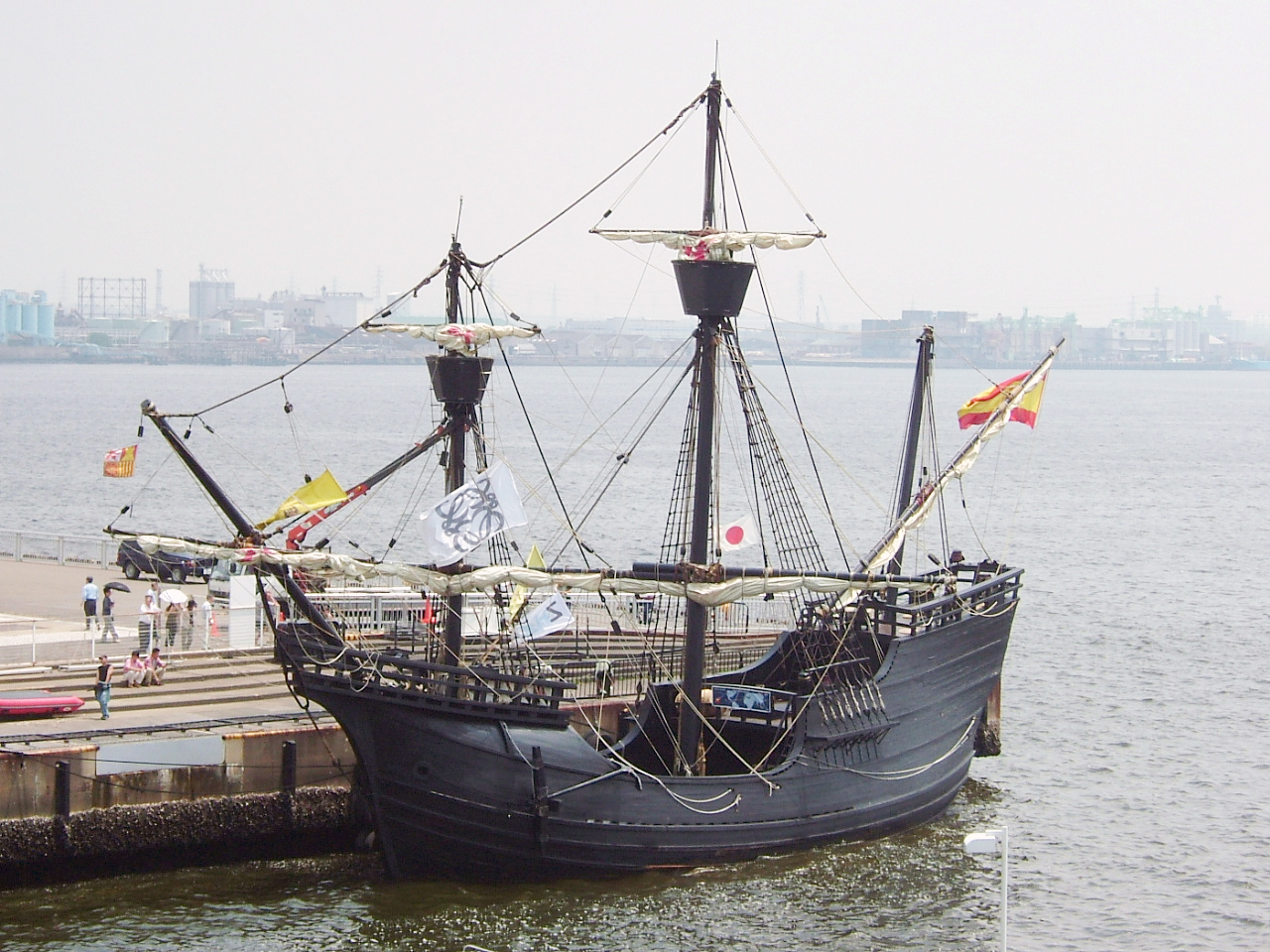
Zrekonstruowany statek „Nao Victoria”

### Opłacalność wyprawy
W cieniu niewątpliwych odkryć geograficznych pozostawała kwestia ekonomiczna.
Przywieziono ok. 25-26 ton goździków, które sprzedano za zawrotną kwotę 7 888 634 maravedi, czyli 947 tys. dzisiejszych dolarów amerykańskich.
Według niektórych (brak źródeł), główny inwestor organizujący wyprawę Magellana, nazwiskiem Cristobal de Haro, został dzięki temu bogaczem. Informacje podane w artykule o monecie obrachunkowej używanej w tych czasach w Hiszpanii (maravedi) zdają się przeczyć temu. Całkowity koszt wyprawy Magellana dookoła świata miał wynieść 8 751 125 maravedi (brak źródeł), co sugerowałoby, że głównemu inwestorowi inwestycja ta się nie zwróciła.

### Odkrycia i ustalenia
Wyprawa Magellana jako pierwsza opłynęła glob i jako pierwsza przepłynęła cieśninę (Cieśninę Magellana) w Ameryce Południowej łączącą Atlantyk i Pacyfik. Członkowie wyprawy byli też pierwszymi Europejczykami, którzy zauważyli następujące rzeczy:
- „Wielbłąd bez garbu”, którym była prawdopodobnie lama, gwanako andyjskie, wigoń lub alpaka,
- czarna „gęś”, którą trzeba było obdzierać, a nie skubać – prawdopodobnie pingwin,
- rozmiar Ziemi; okazał się wielokrotnie większy od wszelkich ówczesnych szacunków naukowych – droga „Victorii” wyniosła 69 tysięcy kilometrów.

Większym jednak od potwierdzenia kulistości (a tym samym niewyobrażalnej wówczas wielkości) naszej planety zdziwieniem dla załogi było niedoliczenie się jednego dnia. Zwyczajowo, cały czas podczas podróży prowadzono precyzyjne zapiski pomiarów czasu i miejsca. Magellan zabrał początkowo kilkadziesiąt 30-minutowych klepsydr. Podczas powrotu dookoła Afryki załoga została zmuszona do zatrzymania się na Wyspach Zielonego Przylądka. Tamże, w środę 9 lipca, załoga dowiedziała się, że jest właśnie czwartek (następny dzień kalendarzowy). Załoga mogła popełnić śmiertelny grzech niezachowania postu w piątki, mszy w niedziele itp. Kwestia wyjaśniła się dopiero po powrocie do Sewilli. Po ukończonej podróży okazało się, że „stracili” jeden dzień. Analiza błędu (przy okrążaniu Ziemi przy przekraczaniu każdego stopnia długości geograficznej słońce wstaje o 4 minuty wcześniej – lub później w zależności od kierunku podróży – co przy 360° daje różnicę wynoszącą 1440 minut, czyli jeden dzień) przyczyniła się w przyszłości do wyznaczenia linii zmiany daty.